# مشجعي الرسوم البيانية
مشجعي الرسوم البيانية، (بالإنجليزية: Fangraphs)‏، هو أسم موقع إلكتروني، تديره شركة (Fangraphs). تقع في أرلينغتون، فرجينيا، والتي أنشأها ويمتلكها، ديفيد أبيلمان، والتي توفر إحصائيات، لكل لاعب في تاريخ دوري البيسبول الرئيسي.
في 18 سبتمبر 2009، أطلقت Fangraphs Inc. تطبيق أي فون بالشراكة مع شركة، هوك ريدج للاستشارات، التي توقفت منذ ذلك الحين.
تضم Fangraphs عددًا من شركاء المحتوى، من بينهم إي إس بي إن، و SB Nationand، Fanhouse.